# Большая Садовая улица (Саратов)
Бо́льшая Садо́вая у́лица — улица Саратова, одна из самых длинных в городе, по которой обычно проводят границу центральной его части.

## Происхождение названия
В Саратове есть четыре Садовые улицы: Большая, Малая, 1-я и 2-я Садовые улицы. 3-я Садовая была ликвидирована при застройке завокзального района многоэтажными домами. В конце XIX — начале XX века эти улицы располагались на окраинах города, где находились усадьбы, «сады» горожан. В честь этих садов и были названы все Садовые улицы.

## История
Улица была спроектирована как объездная дорога вокруг города. Ширина по проекту составляет 60 м. Как единая транспортная магистраль, улица никогда не использовалась. К моменту, когда город в конце XIX века достиг предусмотренных по плану границ, Большая Садовая была уже дважды разрезана линией железной дороги.
Отсутствие нового генплана, массового личного автотранспорта и сиюминутные выгоды позволили советским городским властям рассматривать улицы города как удобные места для застройки. К концу 1950-х годов многие участки Большой Садовой улицы были застроены. Подобная участь постигла также другие улицы центральной части города.
Как выяснилось в последние годы[когда?], наличие действующего генплана и автомобильные пробки не останавливают власти города от застройки проезжей части улиц, также как и немногочисленных зелёных зон и спортивных площадок. Касательно Большой Садовой улицы это вылилось в строительство здания лицея на перекрёстке с Соколовой и лютеранской кирхи в Улешах.

## Расположение
Большая Садовая улица начинается от Волги, в районе Улешей, и опоясывает полукругом центральную часть города упираясь в Кооперативный овраг (ответвление Глебучева оврага). На первом участке улицы по ней проходит граница между Октябрьским и Заводским районом города Саратова. Первый раз улица прерывается путями станции Саратов II в районе т. н. Красного моста и о. п. Астраханский переезд примерно на 600 м. Далее, примерно через 2,2 км, она вновь прерывается, на этот раз — Заводом аккумуляторов. Через 280 м Большая Садовая возобновляется, однако примерно через 1,2 км вновь прерывается железной дорогой. Проезжая часть вновь появляется через 600 м от Соколовой улицы и опять обрывается через 960 м на русле Глебучева оврага в трущобах 1-го Пугачёвского посёлка («Шанхай»). Через 400 м начинается последний отрезок улицы (800 м) от крутого берега оврага и до Симбирской улицы.
| Длина | От                  | До                                                               | Тип    | Описание |
| ----- | ------------------- | ---------------------------------------------------------------- | ------ | --- |
| 440   | Берег Волги         | Чернышевского                                                    | 2      | Сквер. В 2007 началось строительство лютеранской кирхи |
| 200   | Чернышевского       | Ж. д. в районе т. н. Красного моста и о. п. Астраханский переезд | 2      | Застроено жилыми домами |
| 600   | Разрыв              | Разрыв                                                           | Разрыв | Пути станции Саратов II. Чётная сторона вдоль дороги, соединяющей 2-й Станционный и 3-й Солдатский проезды. Нечётная сторона находится на другой стороне ж. д. и не имеет проезжей части |
| 500   | Новоастраханская    | 2-й Товарный пр-д                                                | 3      | Гаражи. Железная дорога |
| 420   | 2-й Товарный пр-д   | 1-я Беговая                                                      | 2      | Застроено жилыми домами |
| 40    | 1-я Беговая         | Беговая                                                          | 2      | Стоянка, трамвай. Проектируемый выезд на улицу Политехническую |
| 660   | Беговая             | Новоузенская                                                     | 1      | Трамвай 9—10 маршрутов на выделенной полосе |
| 540   | Новоузенская        | Белоглинская                                                     | 1      | Сквер |
| 280   | Разрыв              | Разрыв                                                           | Разрыв | Завод аккумуляторов |
| 1200  | Рабочая             | Тракторная                                                       | 1      | Т. н. Дорога Дружбы |
| 80    | Тракторная          | Ж. д.                                                            | 3      | Проектируемый путепровод через ж. д. до ул. Б. Горной |
| 600   | Разрыв              | Разрыв                                                           | Разрыв | Ж. д., Завод им. Орджоникидзе, бывш. завод РТИ |
| 960   | Соколовая           | 7-я линия 1-го Пугачёвского пос.                                 | 3      | Лицей, 2 детских сада, СШ № 70, бывш. Авторемонтный завод, АЗС, бывш. Таксопарк |
| 400   | Разрыв              | Разрыв                                                           | Разрыв | Глебучев овраг |
| 170   | 1-й Хвалынский пр-д | Чапаева                                                          | 3      | Электроподстанция |
| 630   | Чапаева             | Симбирская                                                       | 2      | |

Тип проезжей части: 1-главная магистраль;
2-второстепенный проезд;
3-нет мостовой, ограниченный проезд.

Таким образом, общая (проектная) длина улицы составляла 7,7 км. Проезжая часть есть на 5,8 км. Однако только 2,4 км выполняют первоначальную задачу этой улицы как главной магистрали.

## Планы
Согласно Генеральному плану Саратова от 2007 года,

6. Строительство транспортного пересечения в разных уровнях через железнодорожные пути в узле № 1 на пересечении улиц Соколовой и Большой Садовой (в перспективе до 2020 года).

7. Восстановление прерванной трассы будущей магистральной улицы непрерывного движения по улице Большой Садовой в зоне аккумуляторного завода либо создание полуэстакады, либо прокладка пешеходных переходов по территории завода, либо перенос завода в новое место (в перспективе до 2020 года).

…

11. Проектирование и строительство транспортного пересечения второго транспортного узла в разных уровнях над железнодорожными путями для связи Политехнической улицы с улицей им. Чернышевского Н. Г.

## Интересные факты
- Крайняя улица, дублёр Большой Садовой улицы, разорванная на четыре части, лишилась также и общего названия. Первая часть улицы получила название Политехническая улица. Вторая — Краевая улица. Однако сквозная нумерация осталось прежней. Таким образом, сегодня Краевая улица начинается сразу с № 125 и 220.
- Часть Большой Садовой улицы одно время была близка к тому, чтобы лишиться собственного имени, составив, вместе с Тракторной ул., дорогу Дружбы.
- Остановка общественного транспорта «Большая Садовая» на Большой Горной улице отражает историческое пересечение с этой улицей, в настоящий момент застроенной заводскими корпусами.